# Embalse del Yeguas
El embalse del Yeguas es un pantano situado entre las provincias de Jaén y Córdoba. Sus afluentes occidentales, del lado cordobés, se encuentran en el Parque natural de la Sierra de Cardeña y Montoro, actuando el propio embalse como límite del mismo y de la provincia, mientras que por las colas de su parte norte, tocante a la provincia de Jaén, finaliza el Parque natural de la Sierra de Andújar, en el término municipal de Andújar, sin llegar a encontrarse los afluentes del lado oriental (giennense) dentro de este último parque natural. La capacidad del embalse es de 228,7 hm³. La presa se encuentra entre los términos municipales de Montoro y Marmolejo.
Se encuentra ubicado en el cauce del río Yeguas. Sus mayores afluentes, por el lado cordobés, son el Arroyo de Valdeaparicio, el de Almadenejos, el del Valdefernando, el de Tamujoso, el del Moral y el de Fresnedoso. Por el lado giennense, sus mayores afluentes son el río de la Cabrera como más destacado, y luego arroyos de menor entidad como el Arroyo de Pizarro, el de Valdeleche, el de Pozo Viejo, el de Colodreras, el del Oreganal, Valhondillo y de la Aliseda, por citar los más cercanos al embalse.

## Usos
Sus usos son de abastecimiento, de riego, de producción de electricidad (5000 kW) y de recreación (pesca, baño, deportes náuticos), así como el mantenimiento de un caudal ecológico, con filtraciones de unos 10 litros por segundo.

## Entorno natural
La vertiente occidental del embalse se encuentra dentro del Parque natural de la Sierra de Cardeña y Montoro, mientras que por el norte, por las colas del embalse, limita con el Parque natural de la Sierra de Andújar.
El entorno del embalse está catalogado como Lugar de Interés Comunitario y se encuentra acogido a los planes de especial protección del medio físico de la Junta de Andalucía (PEPMF), además de categorizada como ZEPA (Zona de especial protección para las aves). Cuenta con hasta un comunidades vegetales catalogadas y con fauna de especial interés.
La geología del entorno está formada principalmente por pizarras, grauwacas y cobertura de bancos areniscos y conglomerados y granitos, creando un paisaje de elevaciones montañosas y alomadas de pendientes medias.